# Mount Hughes
Mount Hughes är ett berg i Antarktis. Det ligger i Östantarktis. Australien gör anspråk på området. Toppen på Mount Hughes är 2 350 meter över havet.
Terrängen runt Mount Hughes är kuperad söderut, men norrut är den bergig. Trakten är obefolkad. Det finns inga samhällen i närheten.